# Mieczysław Maliński

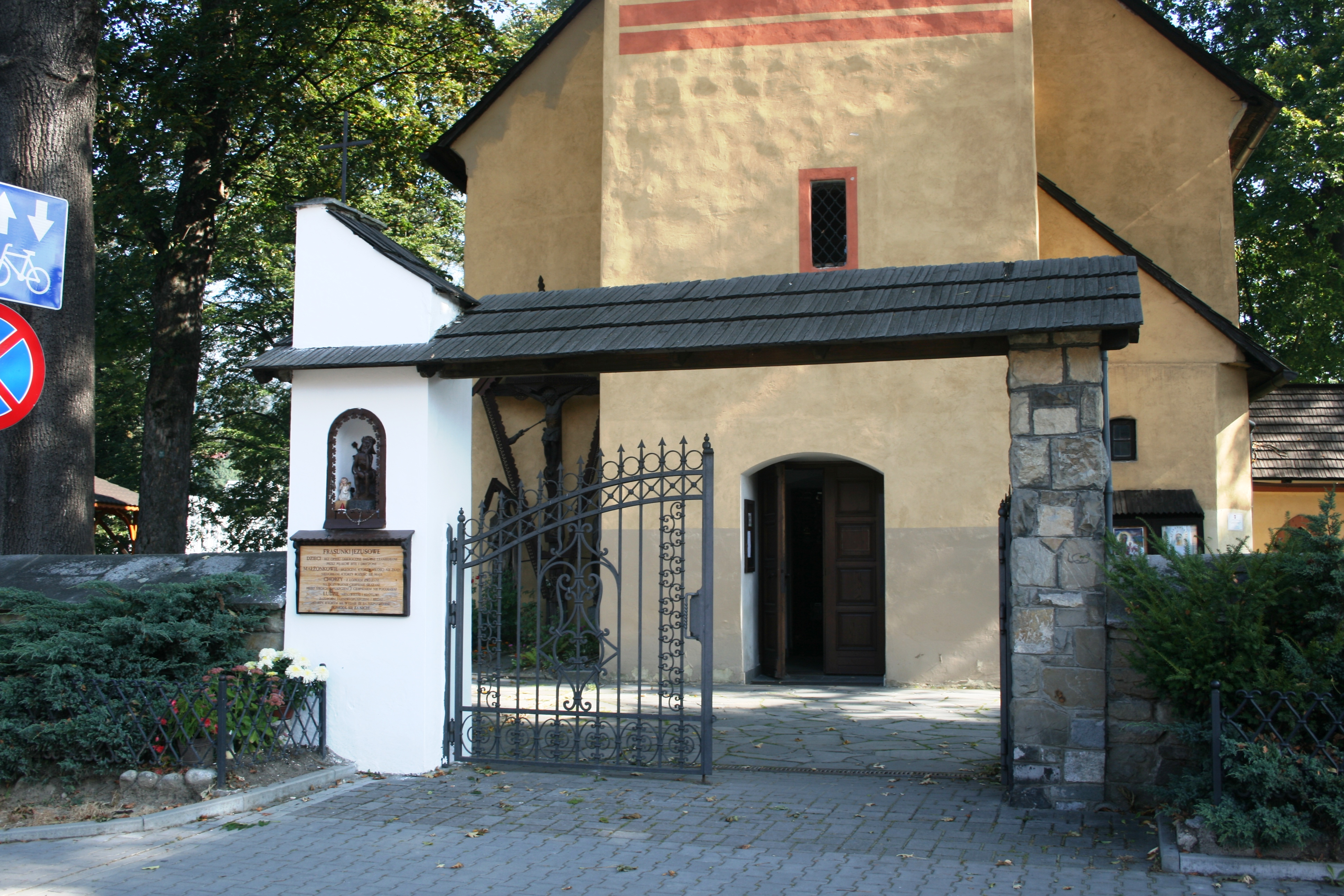
Modlitwa ks. Mieczysława Malińskiego pt. Frasunki Jezusowe na bramie Kościoła Wszystkich Świętych w Krościenku nad Dunajcem

Ks. Mieczysław Maliński (ur. 31 października 1923 w Brzostku, zm. 15 stycznia 2017 w Krakowie) – polski duchowny katolicki, doktor nauk teologicznych, kaznodzieja, pisarz i publicysta „Dziennika Polskiego”.

## Życiorys
Pochodził z rodziny wielodzietnej (miał troje rodzeństwa), jako syn Franciszka i Józefy z domu Godyń. Wcześnie straciwszy rodziców (matka zmarła w 1926, a ojciec w 1938), był od lat dziecinnych związany z Krakowem. Tutaj poznał Jana Tyranowskiego oraz Karola Wojtyłę, któremu służył m.in. jako ministrant w jego wawelskiej mszy prymicyjnej 2 listopada 1946 w krypcie św. Leonarda. Tu wstąpił do podziemnego Seminarium Duchownego oraz studiował teologię na Uniwersytecie Jagiellońskim. Święcenia kapłańskie przyjął 24 lipca 1949. Następnie z inspiracji arcybiskupa Eugeniusza Baziaka uzupełniał studia na innych uczelniach: Katolickim Uniwersytecie Lubelskim, gdzie studiował filozofię, Papieskim Athenaeum Angelicum w Rzymie, gdzie studiował w latach 1963–1967, broniąc doktorat z teologii na temat: Teologia Karla Rahnera, a następnie w Monachium i Münsterze. Po ukończeniu studiów zagranicznych wykładał eklezjologię w krakowskim Wyższym Seminarium Duchownym, a następnie był wykładowcą w Instytucie Liturgicznym.
Pracował przez 11 lat jako duszpasterz w Rabce, gdzie był wikarym przy kościele św. Marii Magdaleny, rektorem kaplicy św. Teresy od Dzieciątka Jezus oraz nauczycielem religii. Od 1960 był duszpasterzem w Krakowie, początkowo związanym z kościołem św. Szczepana, a od 1976 rektorem kościoła sióstr wizytek. Towarzyszył papieżowi Janowi Pawłowi II w wielu jego pielgrzymkach, pisząc później tekst do albumowego wydania Pielgrzymki do świata. Zajmował się pracą duszpasterską w środowiskach studenckich przy krakowskim kościele św. Anny. Przez wiele lat (do 2006) współpracował z „Tygodnikiem Powszechnym”.
W 2007 skierowano przeciwko niemu zarzuty, że w okresie Polskiej Rzeczypospolitej Ludowej był tajnym współpracownikiem Służby Bezpieczeństwa i używał pseudonimów „Czarnos” oraz „Delta”. W IPN w Krakowie zachowały się dwa tomy akt w tej sprawie. Pierwszy tom stanowi zawartość Teczki personalnej tajnego współpracownika natomiast drugi to Teczka pracy tajnego współpracownika. W teczce pierwszej znajduje się między innymi fotografia Malińskiego oraz informacja, że został pozyskany do współpracy jako Kontakt Informacyjny. Wygląd drugiej teczki świadczy, że usunięto z niej przynajmniej kilkaset stron.
W 2011 została utworzona Fundacja Księdza Mieczysława Malińskiego „Będzie Lepiej”. Głównym celem fundacji jest pomoc w rozwoju artystycznym dzieci z ubogich rodzin. Od początku działalności fundacji ks. Mieczysław Maliński był jej prezesem.
Zmarł 15 stycznia 2017 w Krakowie. Msza pogrzebowa, której przewodniczył biskup Tadeusz Pieronek została odprawiona 24 stycznia w kościele sióstr Wizytek, po czym został pochowany na cmentarzu Salwatorskim w Krakowie (sektor X-2-3).

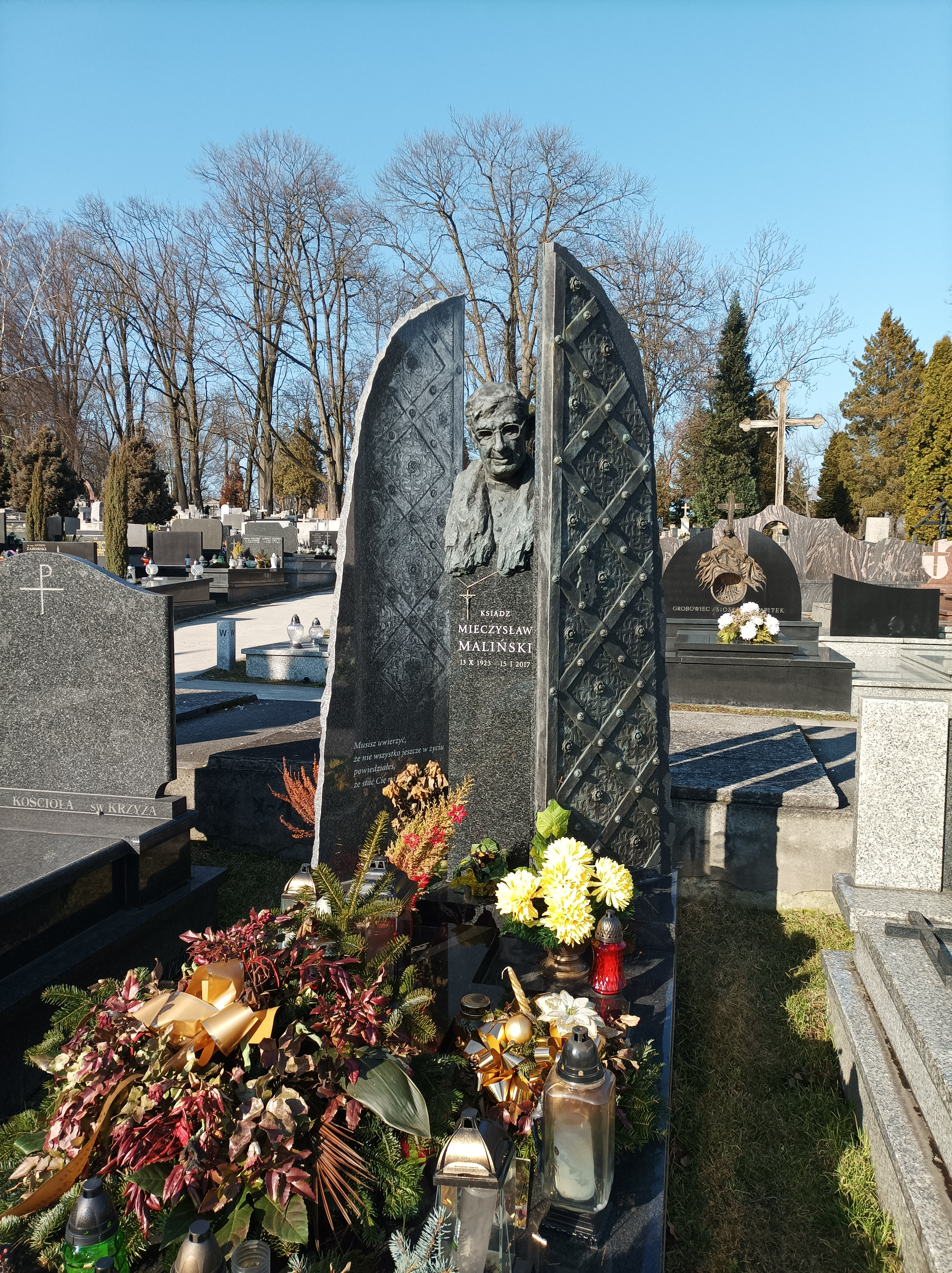
Grób ks. Mieczysława Malińskiego na Cmentarzu Salwatorskim

## Twórczość
Główną tematyką w twórczości księdza Mieczysława Malińskiego była praca ewangelizacyjna na polu literatury religijnej dla dzieci i młodzieży oraz osób dorosłych o charakterze teologicznym. Jego książki tłumaczone były m.in. na: angielski, francuski, niemiecki, włoski, hiszpański, holenderski, fiński, japoński, czeski, słowacki, słoweński, węgierski, rosyjski i litewski. Był autorem tekstów religijnych, powieści, bajek, szkiców (teologicznych, filozoficznych, etycznych i historycznych), katechizmów i modlitewników. Wiele z książek poświęcił św. Janowi Pawłowi II:

- Jezus i ty: katecheza dla dzieci ( Znak, Kraków 1961)
- Das Leben der Kirche nach Karl Rahner (Rzym 1966)
- Aby nie ustać w drodze (Znak, Kraków 1970)
- Wierzę w Boga ( Księgarnia Św. Wojciecha, Poznań 1972)
- To nie takie proste, mój drogi (Znak, Kraków 1972)
- Eseje na wybrane tematy z historii Kościoła (Księgarnia Św. Wojciecha, Poznań 1973)
- Nasz chleb powszedni (Znak, Kraków 1974)
- Po co sakramenty (Księgarnia Św. Wojciecha, Poznań 1974)
- Świadkowie Jezusa (Księgarnia Św. Wojciecha, Poznań 1975)
- Chodzący po morzu (Znak, Kraków 1977)
- Wierzyć w Chrystusa (inny tytuł: To nie takie proste, mój drogi) (Księgarnia Św. Wojciecha, Poznań 1978)
- Wszystkie nasze dzienne sprawy (Księgarnia Św. Wojciecha, Poznań 1978)
- Modlitwa na każdy dzień (Księgarnia św. Jacka, Katowice 1979)
- Droga do Watykanu (Rzym 1979)
- Wezwano mnie z dalekiego kraju: wspomnienia o Karolu Wojtyle (Pallottinum, Warszawa 1980)
- To nie takie proste (Nakładem Księży Marianów, Londyn 1981)
- Góry przenosić (Znak, Kraków 1981)
- Matka Jezusa (Księgarnia Św. Wojciecha, Poznań 1981)
- Totus Tuus: papież Jan Paweł II (Księgarnia Św. Wojciecha, Poznań 1981)
- Podróże apostolskie Jana Pawła II (Rzym 1981)
- Jest taki kwiat (Wydawnictwo Sióstr Loretanek, Warszawa 1982)
- Najchętniej grał na bramce (Wydawnictwo Sióstr Loretanek, Warszawa 1983)
- Dzieje ludzi, którzy uwierzyli w Chrystusa (poszerzona wersja książki: Eseje na wybrane tematy z historii Kościoła; Księgarnia Św. Wojciecha, Poznań 1983)
- Nasz papież (poszerzona książka: Najchętniej grał na bramce; Pallottinum, Poznań 1983)
- O godność człowieka: szkice o Janie Pawle II (Księgarnia Św. Jacka, Katowice 1983)
- Od rana do wieczora (Księgarnia Św. Jacka, Katowice 1983)
- Opowiadania o nadziei (Pallottinum, Poznań 1983)
- Papież spraw ludzkich (Interpress, Warszawa 1983)
- Święty z Niepokalanowa (O.O. Franciszkanie, Niepokalanów 1983)
- Po co sakramenty. Być chrześcijaninem, być człowiekiem (wyd. II poprawione i uzupełnione; TUM, Wrocław 1984)
- Gość w dom: reportaż z II pielgrzymki do Polski Jana Pawła II (Calvarianum, Kalwaria Zebrzydowska 1984; Regina Poloniae, Częstochowa 1985)
- Idę do Ciebie (Wrocławska Księgarnia Archidiecezjalna, Wrocław 1984)
- Modlę się do Ciebie (Księgarnia Św. Wojciecha, Poznań 1984)
- Nasze tajemnice bolesne i chwalebne (Wrocławska Księgarnia Archidiecezjalna, Wrocław 1984)
- Jezus i ty (wyd. zmienione; Znak, Kraków 1984)
- Bajki nie tylko dla dzieci (poszerzona wersja Opowiadań o nadziei; Wrocławska Księgarnia Archidiecezjalna, Wrocław 1985)
- Czarna Madonna (Pallottinum, Poznań 1985)
- Nasza droga krzyżowa (Wrocławska Księgarnia Archidiecezjalna, Wrocław 1985)
- Zanim powiesz kocham (Wrocławska Księgarnia Archidiecezjalna, Wrocław 1985)
- Pielgrzymka nadziei (Wydawnictwo Św. Jacka, Katowice 1985)
- Historia Kościoła (poszerzona wersja Dziejów ludzi, którzy uwierzyli w Chrystusa; Wrocławska Księgarnia Archidiecezjalna, Wrocław 1986)
- Mój Brat Jezus (Wydawnictwo Bernardynów „Calvarianum”, Kalwaria Zebrzydowska 1986)
- Abym umacniał braci w wierze (Pallottinum, Poznań 1987)
- Dwie wizyty Jana Pawła II w kraju (Wrocławska Księgarnia Archidiecezjalna, Wrocław 1987)
- Katechizm dla młodzież. 40 odpowiedzi na 40 pytań (Pallottinum, Poznań 1987)
- O was i za was (Wrocławska Księgarnia Archidiecezjalna, Wrocław 1987)
- Pielgrzymka do świata (Interpress, Warszawa 1987)
- Pontyfikat Jana Pawła II. Cz. 1-2 (Michalineum, Warszawa 1987)
- Podróże apostolskie Jana Pawła II (Michalineum, Warszawa 1987)
- Pontyfikat Jana Pawła II. Pierwsze 5 lat (Poznań 1987)
- Święci na nasze dni, t.1-2 (Wrocławska Księgarnia Archidiecezjalna, Wrocław 1987)
- Życiorys Karola Wojtyły (Michalineum, Warszawa-Kraków 1987)
- Patronka chłopów (Wrocławska Księgarnia Archidiecezjalna, Wrocław 1988)
- Zrozumieć Eucharystię – żyć Eucharystią (Wrocławska Księgarnia Archidiecezjalna, Wrocław 1988)
- Pokochać życie (Księgarnia Św. Wojciecha, Poznań 1989)
- Jezus, t. 1-3 (Wrocławska Księgarnia Archidiecezjalna, Wrocław 1990, 1992, 1993)
- Przed zaśnięciem (Księgarnia Św. Wojciecha, Poznań 1991)
- O aniołkach, diabełkach, ludziach i automatach (Wydawnictwo Sióstr Loretanek, Warszawa 1991)
- To moja matka – ta ziemia. Czwarta wizyta Jana Pawła II (Wrocław 1991)
- Pontyfikat Jana Pawła II 1983–1988. Drugie pięć lat pontyfikatu (Księgarnia Św. Wojciecha, Poznań 1991)
- Papież prywatnie (ROK Corporation, Warszawa 1991)
- Indie z Papieżem (Wydawnictwo Literackie, Kraków 1991)
- Wierzyć w Eucharystię – żyć Eucharystią (Wydawnictwo TUM, Wrocław 1992)
- Twoje pytania (poprawione i uzupełnione wydanie Katechizmu dla młodzieży) – Pallottinum, Poznań 1992
- Nasze dziwne stulecie (Pallottinum, Poznań 1993)
- Dlaczego chrześcijanie nie są Żydami (Wrocław 1993)
- A gdy się modlić będziecie (Maszahaba, Kraków 1993)
- Pogadajmy o ważnej sprawie (TUM, Wrocław 1993)
- Ziemia Jezusa (wstęp do albumu; Edition Spotkania, Warszawa 1994)
- Nie bój się (TUM, Wrocław 1994)
- Polska Ikona (Edycja Świętego Pawła, Częstochowa 1994)
- Mój Brat Jezus (Kleks, Bielsko-Biała 1994)
- I ty jesteś biznesmenem (Biblos, Tarnów 1994)
- Bajki niebieskie (Rhema, Kraków 1994)
- Chrystus t.1 (TUM, Wrocław 1995)
- Poszukiwanie godności (Rhema, Kraków 1995)
- Olśnienia (Pallottinum, Poznań 1995)
- Twoja sprawa (Księgarnia Św. Jacka, Katowice 1996)
- Niby-bajki (Rhema, Kraków 1996)
- Cena twojej wolności ( W drodze, Poznań 1997)
- Wrażliwość na Polskę (WWD, Olsztyn 1997)
- Zamyślenia (Znak, Kraków 1996)
- Siedem twoich wtajemniczeń (WAM, Kraków 1997)
- Przewodnik po życiu Karola Wojtyły (Znak, Kraków 1997)
- Papież jakiego dotąd nie było (Palabra, Warszawa 1997)
- Chrystus t.2 (TUM, Wrocław 1997)
- I ty jesteś Piłatem (Palabra, Warszawa 1997)
- Twoje cztery twarze (Znak, Kraków 1997)
- Nurty twojej miłości (Wydawnictwo Akademii Ekonomicznej, Kraków 1997)
- Pomysł na siebie (TUM, Wrocław 1997)
- Ostro żyć (TUM, Wrocław 1997)
- Zachwyceni Bogiem (Jagiellonia SA, Kraków 1998)
- Opowieści anielskie (Jagiellonia SA, Kraków 1998)
- Dwa dni z życia Karola Wojtyły (Znak, Kraków 1998)
- Przyjaciel ludzi (Archidiecezjalne Wydawnictwo Łódzkie, Łódź 1998)
- Trwajcie w miłości. Keep loving (Znak, Kraków 1998)
- Polski Papież. Tom I: Karol Wojtyła. Dorastanie do papiestwa (Albatros dwa, Kraków 1999)
- Polski Papież Tom II: Jan Paweł II. Niezwykły pontyfikat (Albatros dwa, Kraków 1999)
- Abba. Modlitewnik dla młodych (Księgarnia Św. Wojciecha, Poznań 2000)
- Stanisław ze Szczepanowa ( TUM, Wrocław 2000)
- Danuta Piekarz, ks. Józef Tarnawski SP, O tym, co ważne i bliskie... Rozmowy z ks. Mieczysławem Malińskim (eSPe, Kraków 2000)
- Odkrywanie świata. Zachwyceni Bogiem (wydanie II poprawione; Jagiellonia SA, Kraków)
- Odkrywanie świata. Tajemnica Jezusa (Jagiellonia SA, Kraków)
- Odkrywanie świata. Ożywieni Duchem (Jagiellonia SA, Kraków)
- Modlitwa na każdy dzień. Rok liturgiczny C (TUM, Wrocław 2000)
- Kilka dni w Ziemi Świętej – życie całe (WAM, Kraków 2000)
- Terra. Bajki nie tylko dla młodzieży (TUM, Wrocław 2001)
- Zanim uderzy dzwon: droga krzyżowa (WAM, Kraków 2001)
- Kazania najkrótsze: rozważania (Znak, Kraków 2001)
- Nasze dziwne stulecie (wydanie nowe, uzupełnione; WAM, Kraków 2001)
- Katechizm dla niewierzących (nowe wydanie poprawione i uzupełnione Katechizmu dla młodzieży; WAM, Kraków 2001)
- A może to było tak... (Znak, Kraków 2001)
- Rekolekcje kosmiczne (Znak, Kraków 2001)
- Katechizm dla bierzmowanych (drugie wydanie poprawione i uzupełnione Twojej sprawy; WAM, Kraków 2002)
- Odkrywanie świata. I nie opuszczę cię... (Jagiellonia, Kraków 2002)
- Okruchy miłości (Rhema 44, Bytom – Kraków 2002)
- Faustyna znaczy szczęśliwa (Znak, Kraków 2002)
- Modlitwa na każdy dzień. Rok liturgiczny B (TUM, Wrocław 2002)
- Przewodnik po samotności (WAM, Kraków 2002)
- O diabełku, który odważył się śmiać (Znak, Kraków 2002)
- Okruchy codzienności (Rhema, Bytom – Kraków 2002)
- Czas Gwiazdy (TUM, Wrocław 2003)
- Bazie: utwory poetyckie (TUM, Wrocław 2003)
- Czy Jezus to powiedział? zagadki ewangeliczne (WAM, Kraków 2003)
- Matka Jezusa (seria: „Dzieła zebrane”, Wydawnictwo „M”, Kraków 2003)
- Wielki Jan Paweł (Wydawnictwo „M”, Kraków 2003)
- Wychować dziecko, wychować siebie (Jagiellonia, Kraków 2003)
- Okruchy mądrości (Rhema, Bytom–Kraków 2003)
- O aniołku, który chciał nawrócić piekło (Znak, Kraków 2003)
- Matka: utwory poetyckie (Wrocław 2003)
- Święta w szarym habicie (TUM, Wrocław 2003)
- Czekanie na modlitwę (WAM, Kraków 2004)
- Pierwsza Komunia Święta (Wydawnictwo „M”, Kraków 2004)
- Przystanek Niedziela. Rozważania na rok A (Księgarnia św. Wojciecha, Poznań 2004)
- Ciesz się życiem (Rhema, Bytom-Kraków 2004)
- Elementarz (Wydawnictwo „M”, Kraków 2004)
- Mój alfabet (Wydawnictwo Nemrod, Kraków 2004)
- Bądź dobry; Bądź mądry; Bądź światłem; Kochaj; Módl się; Przebacz; Razem; Stań się, Uwierz; Wzrastaj; Zaufaj, Żyj (zbiory „ramek”; Wydawnictwo „M”, Kraków 2004)
- Jan Paweł Wielki – Droga do świętości (Wydawnictwo „M”, Kraków 2005)
- Moim zdaniem (Wydawnictwo eSPe, Kraków 2005)
- Okruchy radości (Rhema, Bytom-Kraków 2005)
- Faustyna (seria: „Dzieła zebrane”; Wydawnictwo „M”, Kraków 2005)
- Drugie życie Karola Wojtyły (Jagiellonia, Kraków 2005)
- Psalmy codzienne (WAM, Kraków 2005)
- Przystanek Niedziela. Rozważania na rok B (Księgarnia Św. Wojciecha, Poznań 2005)
- O zaletach i wadach komputeryzacji piekła (WAM, Kraków 2005)
- Wigilijne bajania. Cztery opowiadania dla czterech pokoleń (Jagiellonia, Kraków 2005)
- Koncert na cztery ręce: szkice etyczne (TUM, Wrocław 2006)
- Katechizm dla poszukujących (WAM, Kraków 2006)
- Trzeba pokochać (WAM, Kraków 2006)
- Przystanek Niedziela. Rozważania na rok C (Księgarnia św. Wojciecha, Poznań 2006)
- Nasza Msza święta (WAM, Kraków 2007)
- Ale miałem ciekawe życie (WAM, Kraków 2007)
- Kazania do mnie i do ciebie (WAM, Kraków 2008)
- Jezus według mistrzów (Demart, Warszawa 2008)
- I nie opuszczę cię (wyd. II, Rhema, Kraków 2009)
- Nieznany Bóg (WAM, Kraków 2009)
- Gdy będziemy wracali do domu: ramki (WAM, Kraków 2009)
- Na każdy wieczór: ramki ( WAM, Kraków 2012)
- Smiling psalms (Uśmiechnięte psalmy): ramki (Wydawnictwo Angel, Wrocław 2012)
- Czy umiesz żyć (Wydawnictwo „M”, Kraków 2014)